# Megang Sakti II
Megang Sakti II is een bestuurslaag in het regentschap Musi Rawas van de provincie Zuid-Sumatra, Indonesië. Megang Sakti II telt 2156 inwoners (volkstelling 2010).